# Utbysjön, Ångermanland
Utbysjön är en sjö i Örnsköldsviks kommun i Ångermanland och ingår i Moälven-Nätraåns kustområde. Sjön har en area på 0,229 kvadratkilometer och ligger 2 meter över havet. Sjön avvattnas av vattendraget Utbyån.

## Delavrinningsområde
Utbysjön ingår i det delavrinningsområde (701662-164230) som SMHI kallar för Mynnar i havet. Medelhöjden är 123 meter över havet och ytan är 8,02 kvadratkilometer. Räknas de 2 avrinningsområdena uppströms in blir den ackumulerade arean 28,51 kvadratkilometer. Avrinningsområdets utflöde Utbyån mynnar i havet. Avrinningsområdet består mestadels av skog (84 procent). Avrinningsområdet har 0,23 kvadratkilometer vattenytor vilket ger det en sjöprocent på 2,8 procent.